# William av Ware
William av Ware (kallad Doctor Fundatus), född omkring 1260 i Ware i Hertfordshire, död efter 1305, var en engelsk franciskan och skolastisk teolog.

## Biografi
William föreläste om Petrus Lombardus Senteser vid Oxfords universitet. Han utgav därtill en kommentar till detta verk. William kommenterade även verk av Henrik av Gent, Godfrey av Fontaines, Ægidius Romanus och Richard av Middleton.
William av Ware var mentor åt Johannes Duns Scotus.